# Arroz de Pals

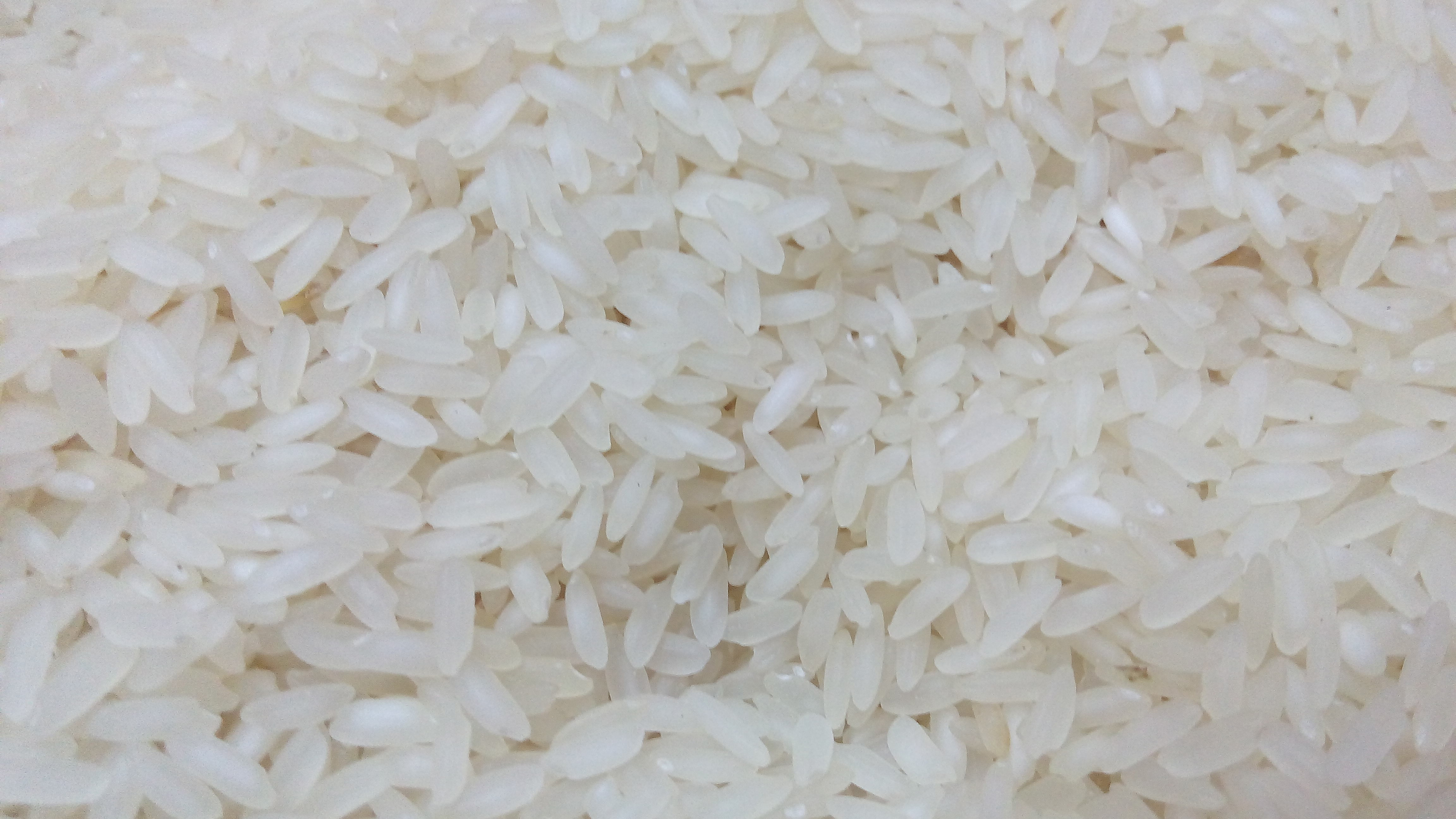
Arroz de Pals.

El arroz de Pals es un arroz producido en Ampurdán y se comercializa bajo la marca “Arroz de Pals”, de calidad extra y que se presenta de forma envasada. Las variedades más conocidas que se cultivan en Pals son el bahía y el bomba como más tradicionales, y el carneroli y el nembo como más actuales. Es ideal para todo tipo de platos, especialmente para cocinar el arroz a la cazuela, plato típico ampurdanés ya que el arroz no se pasta y queda poco cocido. Producto adherido a la marca de garantía “Productes de l’Empordà” (productos del Ampurdán). Esta marca garantiza que los productos son producidos, transformados y envasados en el Ampurdán. Pasando periódicamente controles de calidad. La época de siembra s'extiende de finales de abril a principios de mayo y la época de recolección de finales de septiembre a finales de octubre.

## Historia
El cultivo del arroz en Pals se inició en el siglo XV. Se cree que fue introducido por los árabes de Valencia. Se limitó el cultivo a finales del siglo XVIII para eliminar las enfermedades que provocaban en aquella época. En 1900 se volvió a dar permiso para volver a plantar arroz.